# Бочешти (Алба)
Бочешти (рум. Bocești) насеље је у Румунији у округу Алба у општини Могош. Општина се налази на надморској висини од 782 m.

## Становништво
Према подацима из 2002. године у насељу је живело 19 становника, од којих су сви румунске националности.